# 加拉村
加拉村（藏语为「一隻雕」的意思），位于中國西藏自治區林芝市雅鲁藏布江畔、加拉白垒峰脚下，是一个被雪山环抱的藏族村落。從前加拉村由4个小村落组成：分別是位於江东侧的加拉、立白，和江西侧的赤白、加鲁。如今的加拉村仅余8户互为亲戚的村民，過着務農為生的生活。